# Stâncile albe de la Dover

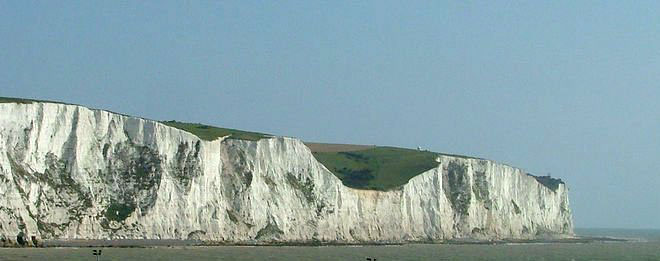
Stâncile albe de la Dover

Stâncile albe de la Dover sunt coaste abrupte formate din roci calcaroase de cretă în apropiere de Dover la țărmul cu Canalul Mânecii care desparte Anglia de Franța. Coasta abrubtă (clipele) atinge pe alocuri 106 m înălțime. Culoarea albă se datorează calcarului aproape pur din care sunt formate stâncile care prezintă pe alocuri pete formate din cuarț negru. Coasta se află situate la est și vest de Dover, un port englez important. Stâncile au ajuns să fie simbolul de apărare al Marii Britanii, fiind situate pe cea mai îngustă porțiune a Canalului Mânecii (Strâmtoarea Dover).

## Galerie de imagini

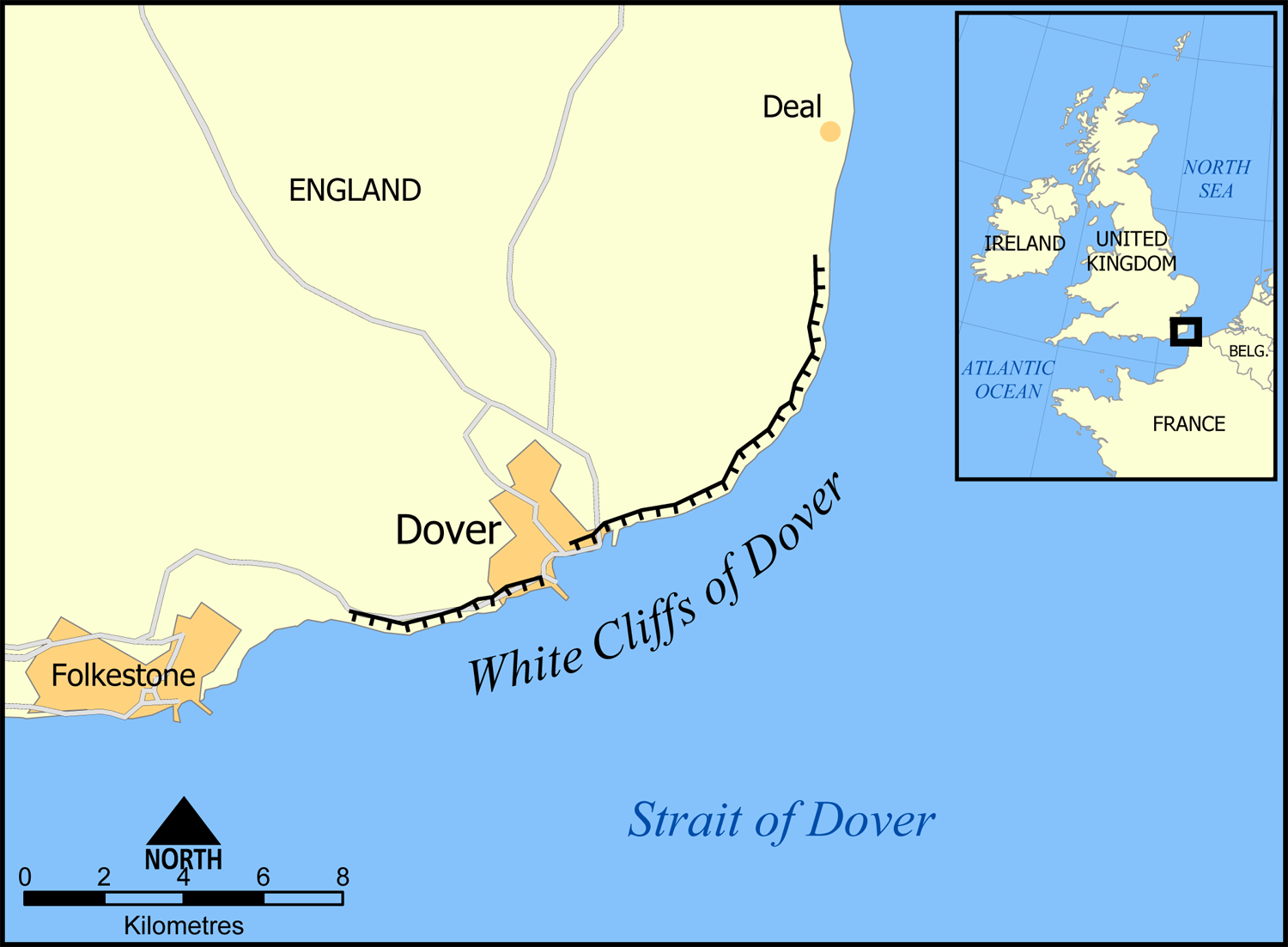
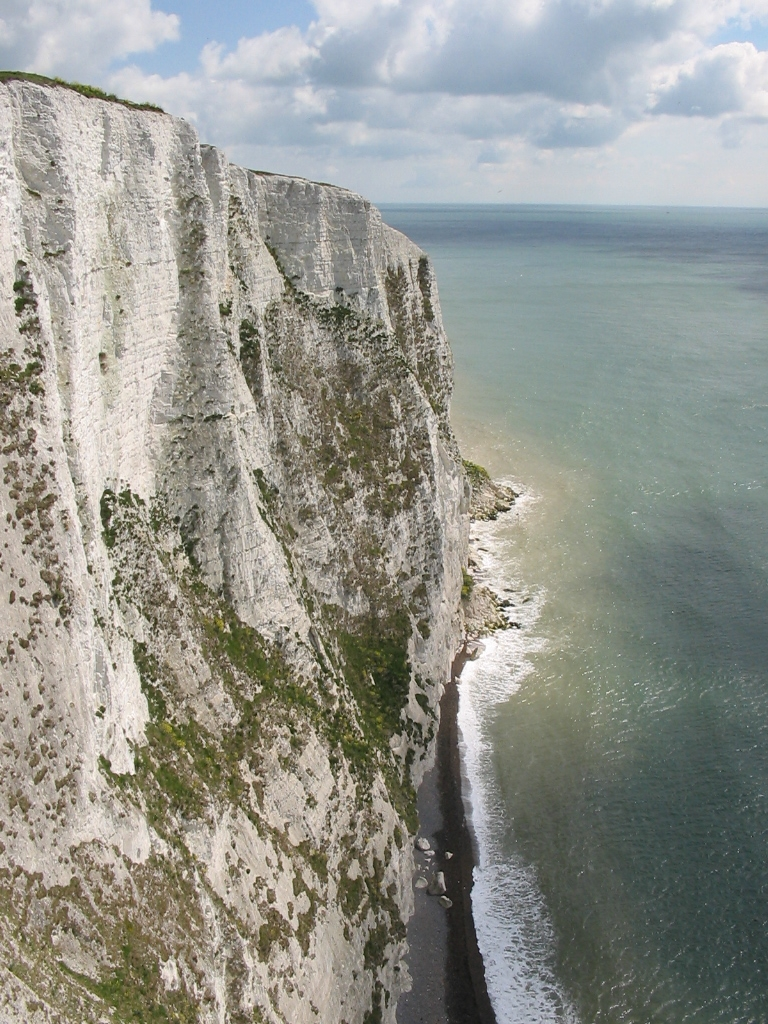
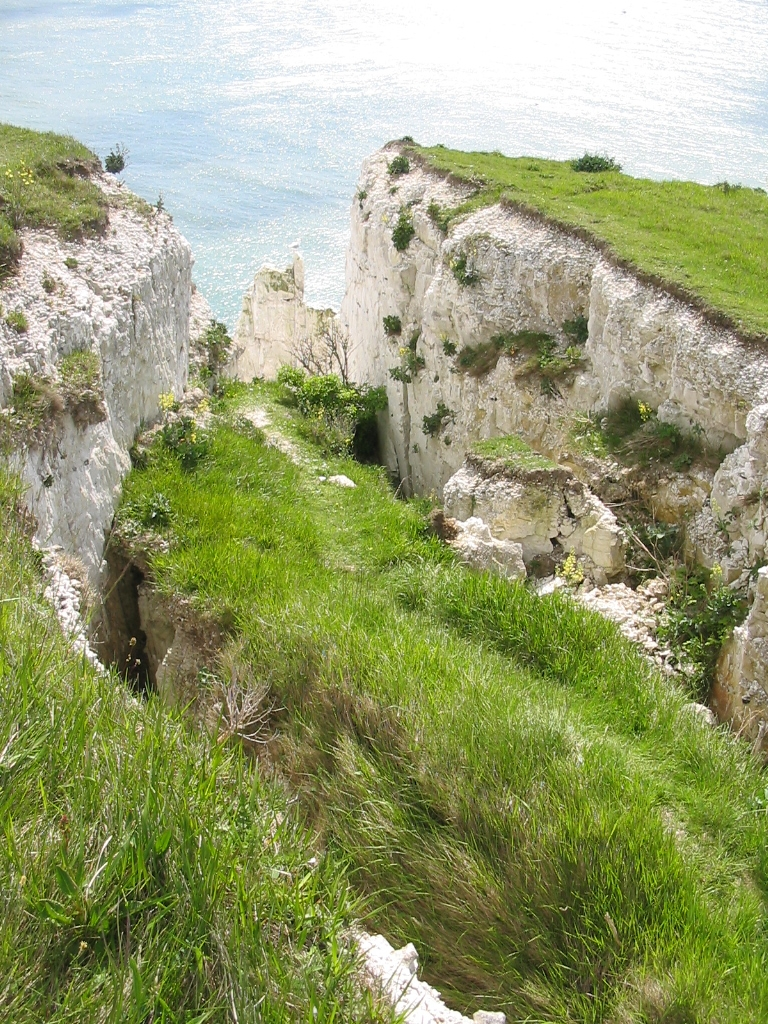
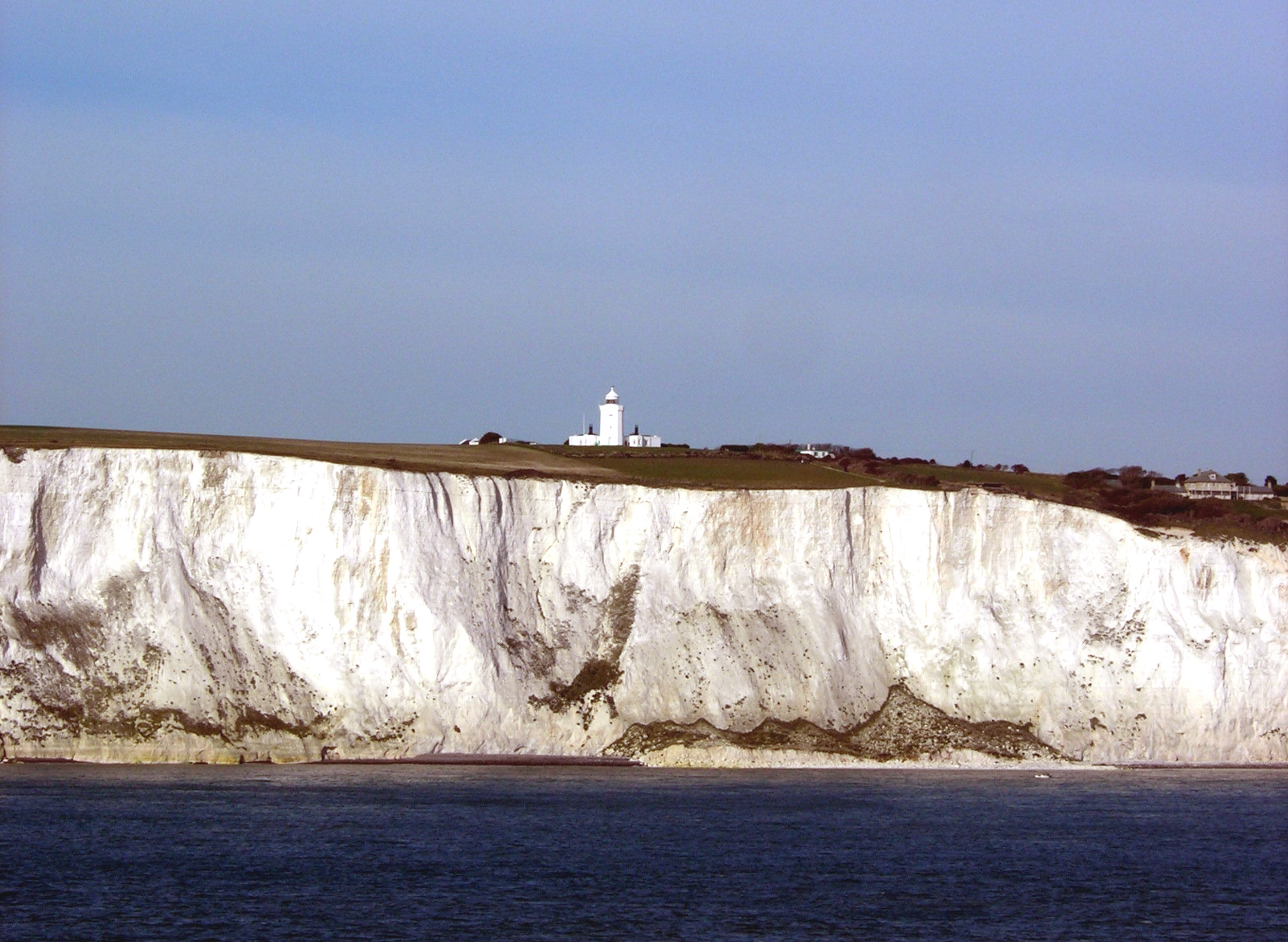
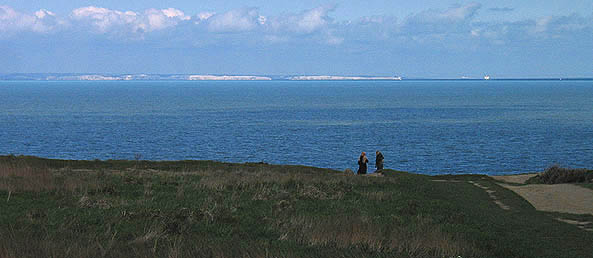
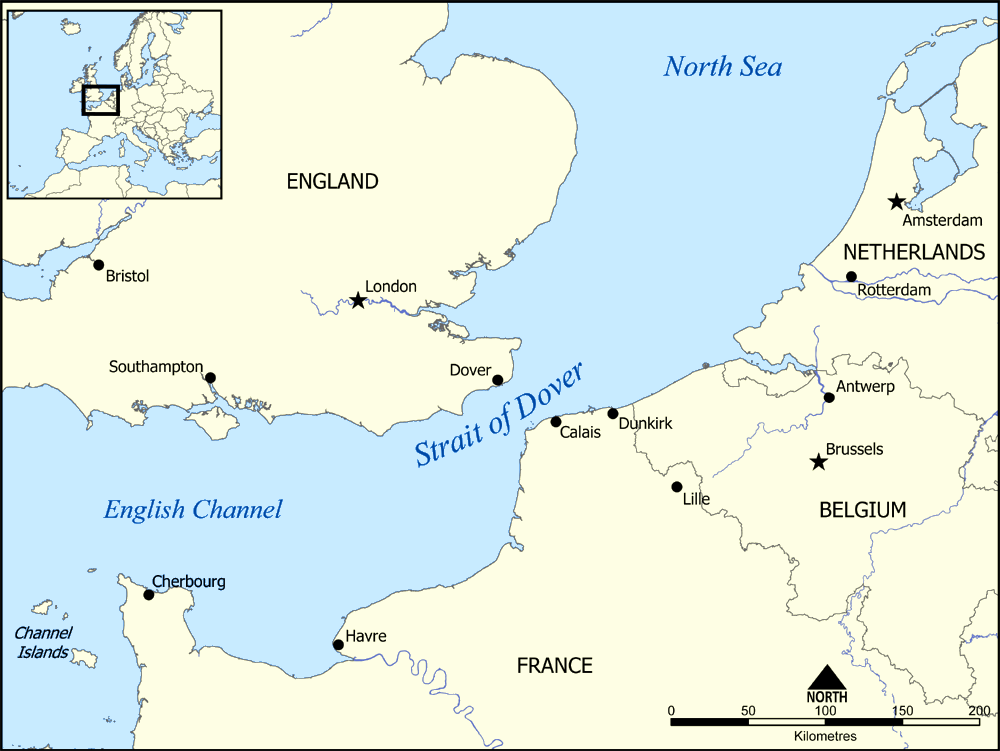